# Cryptophialidae
Cryptophialidae är en familj av kräftdjur. Cryptophialidae ingår i ordningen Pygophora, klassen Maxillopoda, fylumet leddjur och riket djur. Enligt Catalogue of Life omfattar familjen Cryptophialidae 5 arter. 
Kladogram enligt Catalogue of Life:
| Cryptophialidae | \| \| Australophialus \| \| \| \| \| \| Cryptophialus \| \| \| \| |
|                 | \| \| Australophialus \| \| \| \| \| \| Cryptophialus \| \| \| \| |
|                 | Lithoglyptidae                                                    |
|                 |                                                                   |
|                 | Zapfellidae                                                       |
|                 |                                                                   |
|                 | Australophialus                                                   |
|                 |                                                                   |
|                 | Cryptophialus                                                     |
|                 |                                                                   |

|  | Australophialus |
|  |                 |
|  | Cryptophialus   |
|  |                 |